# Andy Granelli
Andy Granelli, attualmente conosciuto anche come Andy Outbreak (San Francisco, 1979), è un musicista e batterista statunitense.
Iniziò a suonare nel 1997, in un gruppo di nome Modern American, con il quale pubblicò l'omonimo album di debutto. Il gruppo scomparve fino al 2002, quando l'album fu di nuovo pubblicato sotto l'acronimo di MAPS, che stava a significare Model American Playing Secretly, in seguito ad un problema legale per il quale dovette cambiare nome. Successivamente, Andy raggiunse il successo suonando con la band hardcore punk The Nerve Agents, nella quale rimase per la pubblicazione di tutti e quattro i suoi album, inclusa una compilation di debutto pubblicata dalla Hellcat Records, intitolata The Butterfly Collection.
Nel 2002 venne reclutato nella formazione punk di Brody Dalle The Distillers, che pubblicava sotto la stessa etichetta dei The Nerve Agents. Dopo la pubblicazione del primo album omonimo del gruppo, Andy rimpiazzò l'allora batterista Mat Young partecipando alla pubblicazione del secondo album, Sing Sing Death House. In seguito alla fama di quest'ultimo album, nel 2003 i Distillers pubblicarono il loro maggior successo, Coral Fang, dopo il quale però si sciolsero. A marzo del 2005, Andy iniziò a suonare con un altro gruppo di nome Darker My Love, insieme all'ex compagno dei Model American Tim Presley, con il quale aveva brevemente lavorato durante il periodo Distillers per l'artwork originale della copertina del CD di Coral Fang.

## Discografia
- The Nerve Agents - The Nerve Agents (1998)
- The Nerve Agents/Kill Your Idols split - The Nerve Agents (2000)
- The Way It Should Be... compilation - The Nerve Agents (2000)
- Days Of The White Owl - The Nerve Agents (2000)
- The Butterfly Collection - The Nerve Agents (2001)
- Sing Sing Death House - The Distillers (2002)
- Coral Fang - The Distillers (2003)
- Darker My Love - Darker My Love (2006)
- 2 - Darker My Love (2008)